# Hippodrome d'Agnano
 (avril 2025).
L'hippodrome d'Agnano est une implantation sportive de Naples principalement destinée aux courses hippiques, au trot, au galop, saut d'obstacles. C'est l'un des hippodromes les plus anciens (inauguré en 1935) et des plus célèbres d'Italie.
Il est particulièrement connu au niveau international pour abriter le Gran Premio Lotteria di Agnano, une des courses hippiques les plus importantes du calendrier international du Trot.

## Emplacement
Situé dans la zone homonyme de Naples, entre le parc naturel Astroni et les thermes d'Agnano, il peut accueillir 16 000 spectateurs. Dans le parterre se trouvent un bar et un restaurant, ainsi que des piquets et une salle de paris. Ici, en 2002, le célèbre cheval Varenne a établi le record du temps à la course, toujours invaincu. 
À la fin du printemps, l'hippodrome d'Agnano accueille l'une des courses les plus célèbres du calendrier international des courses de chevaux: le Grand Prix de la Loterie, une course de trot à laquelle participent depuis 1947 les plus grands chevaux et les jockeys de la scène mondiale. L’hippodrome est également souvent utilisé comme lieu de concerts et d’événements de toutes sortes, notamment en mai la "Semaine du cheval napolitain" où le prix du "cheval de l’année" est décerné et celui du "Fantino de l’année". 

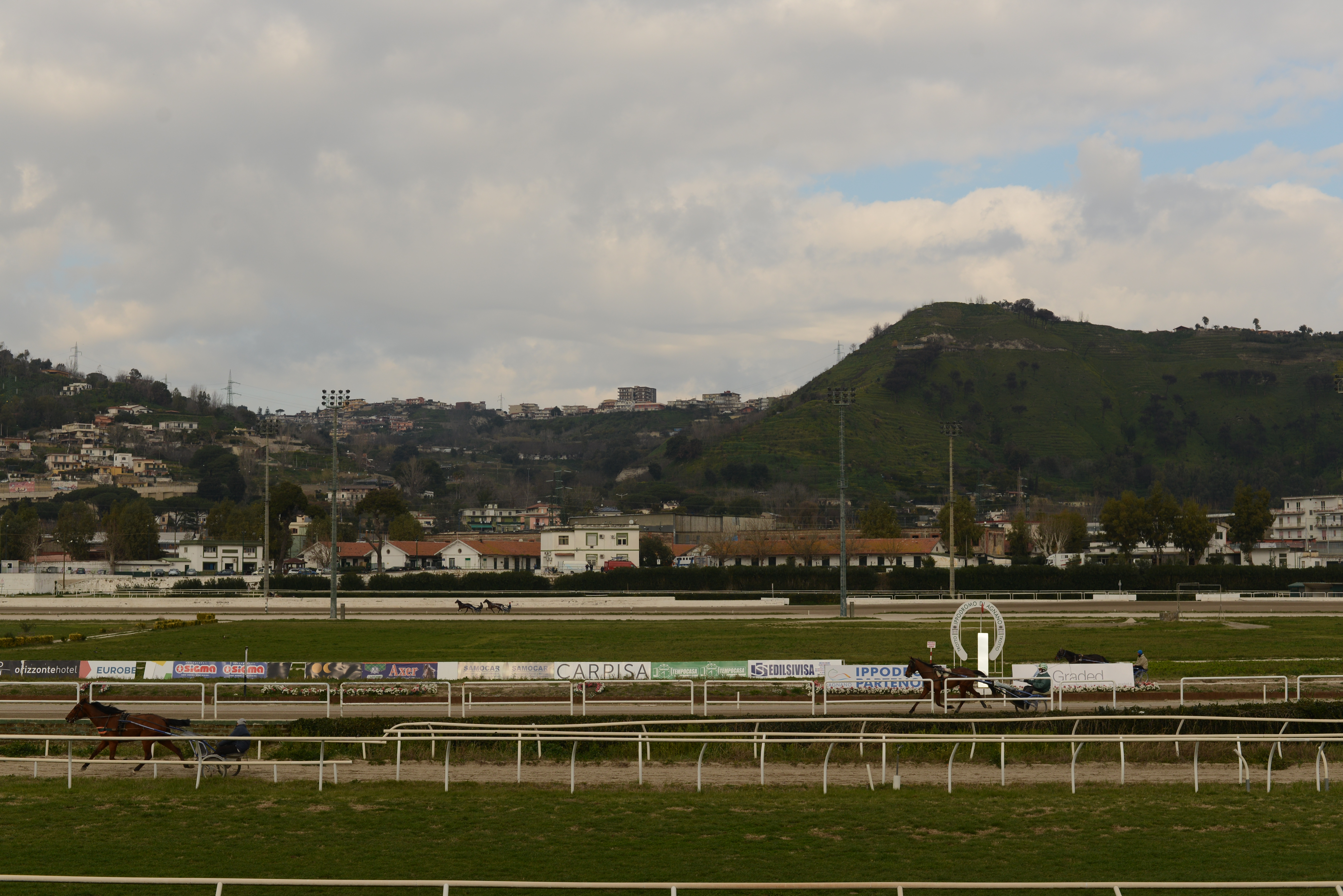
Entraînement sur les pistes de l'hippodrome.

## Les pistes
La piste couvre une superficie d’environ 204 000 m2, à la fois pour le trot et le galop, 126 000 m2 pour les pistes d'entraînement, 39 000 m² aux écuries et des zones supplémentaires pour la restauration et les services. La piste de galop est en gazon naturel, a une forme circulaire et mesure 2436 m avec une piste droite d'environ 1 000 m. La piste pour le trot, en sable, est de forme ovale et mesure environ 1 000 m. Il existe également trois pistes pour l’entraînement en gazon et en sable. 

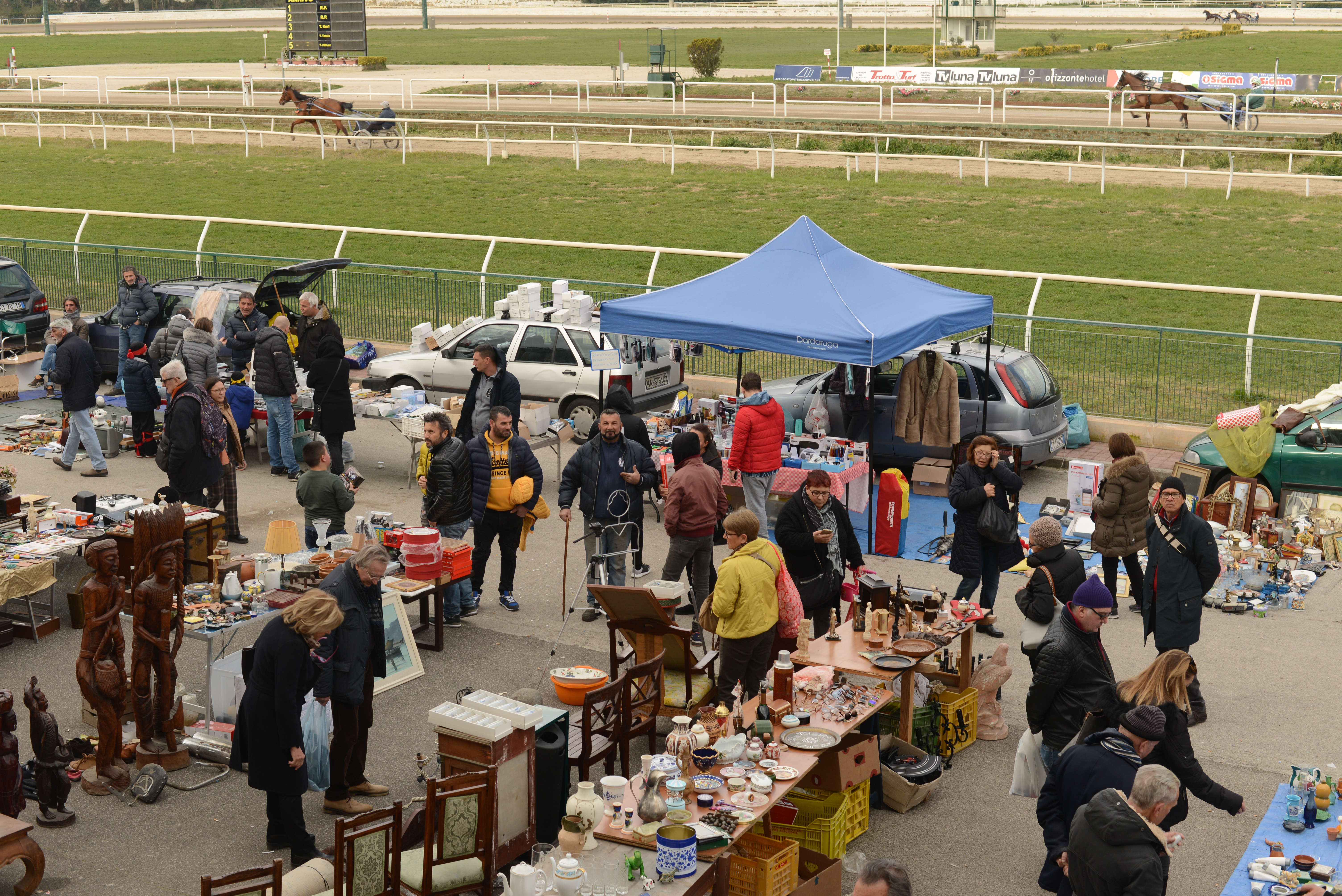
Brocante dans le parc de l'hippodrome.

## Le parc de l'hippodrome
Au cours des dernières années, l’hippodrome a ouvert ses portes dans la ville, en tant que structure destinée au divertissement.  Le parc de l'hippodrome accueille des concerts, une discothèque, des espaces de marché (y compris un marché aux puces tous les dimanches) et des foires commerciales, ainsi qu'un espace destiné aux enfants et aux familles.

## Événements principaux
- GP Loterie
- Grand Prix Freccia d'Europe
- Grand Prix de la ville de Naples

## Articles
- "Il Mattino", 9 mai 1994, l'art équestre entre en scène .